# 安巴拉達峰
75°57′S 158°23′E / 75.950°S 158.383°E
安巴拉達峰（英語：Ambalada Peak）是南極洲的山峰，座標75°57′S 158°23′E / 75.950°S 158.383°E，位於維多利亞地的斯科特海岸，處於格里芬冰原島峰東南面4公里，屬於阿爾伯特親王山脈的一部分，海拔高度2,160（7,090英尺），美國地質調查局根據測量和該國海軍的空中照片繪入地圖，現時由南極條約體系管理。